# Dardavaz
Dardavaz es una freguesia portuguesa del concelho de Tondela, con 16,33 km² de superficie y 962 habitantes (2001). Su densidad de población es de 58,9 hab/km².